# Нартан (дорожний роз'їзд)
Нартан (рос. Нартан) — дорожний роз'їзд у Чегемському районі Кабардино-Балкарії Російської Федерації.
Орган місцевого самоврядування — сільське поселення Нартан. Населення становить 166 осіб.

## Історія
Згідно із законом від 27 лютого 2005 року органом місцевого самоврядування є сільське поселення Нартан.

## Населення
| 2002 | 2010 |
| ---- | ---- |
| 227  | ↘166 |